# Antonino Praticò
Antonino Praticò (Melito di Porto Salvo, 13 gennaio 1966) è un allenatore di calcio ed ex calciatore italiano, di ruolo difensore.

## Carriera

### Giocatore
Cresce e debutta da professionista nella Nissa, per poi passare al Giarre dove gioca per quattro stagioni in Serie C1, con cui giunge quarto nel campionato 1989-1990.
Con l'approdo sulla panchina del Vicenza di Giuseppe Caramanno, anche Praticò giunge sotto i Berici, dove con Giovanni Lopez forma un'importante accoppiata difensiva. Nel febbraio 1992 subisce la rottura dei legamenti del ginocchio, che lo tiene lontano per 10 mesi dai terreni di gioco. Con il Vicenza festeggia la promozione in Serie B nella stagione 1992-1993, e quella più importante in Serie A al termine del campionato 1994-1995, raggiungendo e superando le 100 presenze in biancorosso.
Rimasto senza contratto, si accorda con il Venezia, per poi passare dopo pochi mesi al Pescara, sempre in Serie B.
Nell'estate 1996 viene acquistato dall'Ischia Isolaverde, dove rimane una stagione per poi accasarsi dapprima alla Pistoiese, in Serie C1, e poi al Faenza, in Serie C2.
Ritorna nel 2000 in provincia di Vicenza, al Bassano, in Serie D, dove nel 2003 chiude la carriera.

### Allenatore
Dal 2005 al 2008 ha allenato diverse formazioni giovanili del Vicenza.
Nel giugno 2009 segue l'ex compagno di squadra Fabio Viviani, come vice, prima sulla panchina della Sambonifacese e in seguito del Portogruaro; il 29 novembre 2010 viene esonerato assieme al resto dello staff di Viviani.
Nella stagione 2012-2013 guida il Trissino-Valdagno, in Serie D.
Nell'estate 2013 diventa il vice di Giovanni Lopez, neoallenatore del Vicenza.
Il 6 settembre 2016 ritorna a collaborare con Viviani, neotecnico dell'Ittihad Kalba, nel campionato emiratino.
Il 29 agosto 2017 torna al Vicenza come vice di Alberto Colombo.